# NGC 348
NGC 348 est une galaxie spirale située dans la constellation du Phénix. Elle a été découverte par l'astronome britannique John Herschel en 1834.

## Caractéristiques
Sa vitesse par rapport au fond diffus cosmologique est de 8 677 ± 46 km/s, ce qui correspond à une distance de Hubble de 128,0 ± 9,0 Mpc (∼417 millions d'al).
La classe de luminosité de NGC 348 est II.

## Paire de galaxies
NGC 348 et ESO 151- G 018  forment une paire de galaxies. La distance de Hubble d'ESO 151- G 018 est de 107,63 ± 7,54 (∼). Étant donné les incertitudes des distances pour ces deux galaxies, il n'est pas impossible qu'elles forment une paire réelle.

## Trou noir supermassif
Selon une autre étude publiée en 2012 et basée sur la dispersion des vitesses de la région centrale de NGC 348, la masse du trou noir central serait de 15,5 millions de {\displaystyle M_{\odot }}  (107,19).